# يو إف سي 106
يو إف سي 106: أورتيز ضد غريفين 2 (بالإنجليزية: UFC 106: Ortiz vs. Griffin 2)‏ هو حدث لفنون القتال المختلطة نظمته يو إف سي، أُقيم في 21 نوفمبر 2009، على مركز أحداث ماندالاي باي في لاس فيغاس، نيفادا، الولايات المتحدة.